# Gelidiales
Gelidiales, red crvenih algi iz razreda Florideophyceae, dio je podrazreda Rhodymeniophycidae. Pripada mu preko 234 priznatihvrsta. Ime je došlo po rodu Gelidium

## Porodice i broj vrsta
1. Gelidiaceae Kützing   169
2. Gelidiellaceae K.-C.Fan 33
3. Orthogonacladiaceae G.H.Boo, Le Gall, K.A.Miller & S.M.Boo  4
4. Pterocladiaceae G.P.Felicini & Perrone  28